# Prey (videogioco 2006)
Prey (letteralmente dall'inglese "Preda") è un videogioco di tipo sparatutto in prima persona a tema fantascientifico, sviluppato da Human Head Studios, prodotto da 3D Realms e pubblicato nel 2006.
Inizialmente messo in commercio per PC dotati di sistema operativo Windows XP, il gioco è stato poi convertito e venduto anche per Xbox 360, macOS, Linux e iPhone.
Un seguito, Prey 2, era stato annunciato ufficialmente nel 2011, ma ne è stata confermata la cancellazione a ottobre 2014. Al suo posto, all'E3 del 2016, viene presentato un reboot, Prey.

## Trama
Una civiltà aliena, gli Oscuri, a bordo di un enorme essere vivente, la Sfera, viaggia per eoni nell'universo, seminando forme di vita organica sui pianeti, per poi rapire gli esseri viventi una volta che la vita è sbocciata su quei mondi. Gli esseri rapiti vengono processati nella Sfera: trasformati in cibo, soldati, operai, mostri ecc.
Una di queste razze “seminate”, gli esseri umani, sviluppa nel corso dei secoli un contatto con il mondo spirituale; in particolare lo spirito dei nativi americani alla loro morte va nella terra degli antichi, dove riposano tutti gli antenati.

Una scena del gameplay, con la sacerdotessa dei Fuggitivi.

Il protagonista è Tommy, un indiano Cherokee che lavora come meccanico nei pressi della sua riserva. Una sera Tommy si trova al bar gestito dalla propria fidanzata Jen, insieme al nonno Enisi. Jen ed Enisi sono molto attaccati alle proprie tradizioni, al contrario di Tommy, profondamente deluso e frustrato della propria vita; il ragazzo sogna infatti di andare lontano insieme a Jen. Un evento inaspettato però cambia radicalmente ogni aspettativa dell'indiano: la Sfera e gli Oscuri tornano sulla Terra per “mietere il loro raccolto”, così Tommy, Enisi e Jen si ritrovano imprigionati sulla Sfera.
Migliaia d'anni prima a seguito di un'altra razzia degli Oscuri sulla terra, alcuni umani di una non meglio precisata tribù indiana riuscirono a liberarsi dalla prigionia degli alieni e sopravvissero per secoli, nascondendosi e riproducendosi nascosti nei meandri della Sfera; per questo vengono chiamati i Fuggitivi. Uno di loro, forse per seguire un'antica profezia del suo popolo, libera Tommy dalla macchina a cui era legato. Questi si ritrova solo e disarmato, e i primi istanti per lui sono terribili: vede il nonno trucidato dalle macchine aliene e sente Jen urlare e invocare il suo aiuto.
Tommy si mette alla ricerca di Jen ma ben presto gli alieni lo uccidono; il suo spirito però viene chiamato da quello di Enisi nella terra degli antichi dove, nonostante tutti i rifiuti del giovane, il nonno riesce ad insegnargli come separare lo spirito dal corpo: “da questo momento in poi potranno uccidere il tuo corpo ma nessuno potrà fermare il tuo spirito”. Ogni volta che il corpo di Tommy muore, il suo spirito si ritrova in un limbo da dove uccidendo gli spiriti con l'arco che ha ricevuto dal nonno può dare vita al proprio corpo e tornare nel mondo materiale.
La Sfera inizia ad interessarsi a questo umano che torna in vita, anche perché al suo ritorno entrano nel mondo materiale alcuni spiriti insieme a lui che fanno impazzire i bambini. Tommy durante il suo vagare nella Sfera viene chiamato ancora da suo nonno nella terra degli antichi per essere addestrato, ma egli rifiuta categoricamente ogni tradizione del suo popolo; il nonno riesce solo ad avvertirlo della presenza dei Fuggitivi; Tommy così prende contatto con Elhuit, la sacerdotessa dei Fuggitivi e viene a sapere che essi nei secoli hanno studiato la tecnologia aliena e ora sono quasi pronti per aprire un portale sulla terra per fuggire. Tommy deve uccidere il Custode, autore di ogni razzia aliena e custode dei prigionieri, e prelevare delle informazioni dal suo cervello, indispensabili per terminare il portale.
Tommy torna ad esplorare la Sfera e riesce finalmente a trovare e liberare Jen, ma deve tornare immediatamente dai Fuggitivi: il Custode li ha scoperti e li sta distruggendo; Tommy trova Elhuit in punto di morte, lascia lì Jen ordinando di nascondersi, cosa che si rivela subito un errore dato che Jen viene nuovamente rapita. La Sfera ringrazia Tommy per averli condotti dai Fuggitivi, che stavano diventando una minaccia che finora aveva sottovalutato. La Sfera capisce che in Tommy c'è un alto potenziale e vuole sfruttarlo per entrare nella terra degli antichi e impadronirsi del potere spirituale dei Cherokee; così aiuta l'umano nello scalare lo stelo dove viene portata Jen. Alla fine della fatica Tommy si ritrova davanti a uno spettacolo agghiacciante: Jen è stata trasformata in un mostro, metà Jen e metà alieno. Tommy nell'immenso dolore uccide il mostro-Jen e chiede disperatamente aiuto al nonno: ha sete di vendetta. Enisi trasporta il suo spirito nella terra degli antichi dove addestrarlo ai poteri del suo popolo, ma ben presto viene interrotto: gli Oscuri sono riusciti ad aprire un portale nella terra degli antichi e la stanno invadendo. Tommy torna immediatamente nel mondo terreno e distrugge il portale alieno, mettendo fine all'invasione. La Sfera è stupefatta dal potenziale mostrato da Tommy e gli fa una proposta: ricevere un potere immenso e diventare immortale come un dio oppure morire. Tommy distrutto dentro risponde: “Vivere per sempre? Ma se mi hai tolto le cose più belle della mia vita”.
La Sfera però lo aiuta nel cammino senza risparmiargli i suoi servi migliori, i Custodi, per vedere se Tommy è veramente degno del potere che essa vuole donargli.
L'indiano giunge al cospetto della Sfera e trova una donna in un involucro ottagonale, la quale gli rivela di essere stata anch'essa un'umana rapita come molti altri dalla terra; poi la sfera precedente, ormai stanca, accorgendosi del potere in lei le aveva fatto la stessa proposta ricevuta da Tommy, ossia, ottenere un potere immenso e la sua gente libera, o morire insieme a tutti i suoi simili. Tommy uccide la Sfera ma si ritrova dentro di essa: sente subito un potere immenso e viene tentato da esso, Enisi si mette in contatto con lui e gli dice di non lasciarsi tentare da quel potere illusorio, e che il prezzo da pagare sarebbe terribile. Tommy segue quello che gli suggerisce il cuore e distrugge la Sfera con tutti gli Oscuri contro il sole.
Si ritrova nella terra degli antichi, insieme allo spirito del nonno e di Jen: non è morto e il suo tempo ancora non è finito. In una scena commovente Jen gli dice che vorrebbe che lui rimanesse ancora ma deve andare e che loro veglieranno su di lui.
Sei mesi dopo Tommy è nel bar da dove tutto è cominciato, sente la radio che dice che le autorità stanno indagando sui ritrovamenti della crisi, poi appare Elhuit: lei con tutta la sua gente è riuscita a completare il portale e fuggire prima che la Sfera andasse distrutta, ma dice che entità superiori non sono rimaste indifferenti alle gesta di Tommy e che vogliono incontrarlo, così Tommy entra nell'ennesimo portale...

## Modalità di gioco
Lo stile di gioco di Prey è simile a quello di altri titoli dello stesso genere: attraverso gli occhi del protagonista il giocatore esplora ambienti con i quali si può interagire, uccidendo i nemici e risolvendo enigmi.
Particolarità di questo titolo è l'uso estensivo di portali dinamici, spesso utilizzati dai nemici per attacchi a sorpresa; inoltre, dopo un certo punto del gioco, Tommy ha l'abilità di andare in trance e utilizzare, per un periodo limitato dalla quantità di mana posseduto, la sua forma spirituale. Con questa si possono raggiungere zone altrimenti inagibili, oppure attivare interruttori che permettono alla forma solida di Tommy di avanzare nel gioco. Altre caratteristiche degne di nota comprendono ambienti dotati di gravità variabile, piccole navette sferiche guidabili alla stregua di Descent, e passerelle magnetiche che permettono di camminare (e combattere) su muri e soffitti.
Inoltre, a differenza della maggioranza degli altri FPS, quando il personaggio muore non occorre caricare un ultimo salvataggio o ripartire da un checkpoint, ma il personaggio viene portato in una sorta di limbo, dove uccidendo degli spiriti grazie ad un arco, può ridare vita al proprio corpo e tornare nel mondo materiale.

## Sviluppo
Il titolo ha avuto una genesi travagliata e lunghissima (ben 11 anni), costellata da annunci e rinvii, simile a quella di Duke Nukem Forever, sviluppato nello stesso periodo dalla stessa casa.
Prey (con il sottotitolo A Talon Brave Game) è stato inizialmente annunciato dalla 3D Realms nel 1995, come primo di una serie di titoli sviluppati intorno ad un nuovo motore grafico, sviluppato internamente. I primi concetti furono sviluppati da  Tom Hall, insieme al suo team Developers of Incredible Power, con il quale aveva da poco terminato Rise of the Triad; la trama, sebbene appena abbozzata, prevedeva già il rapimento del protagonista, chiamato Talon, da parte di una razza aliena. Dopo un anno e mezzo di lavoro il progetto era a un buon punto, tanto che in alcune interviste Tom Hall si dichiarò speranzoso di terminare il gioco per il Natale del 1996; ma il 12 agosto del medesimo anno, l'ideatore di Commander Keen lasciò la 3D Realms per raggiungere l'ex collega John Romero alla Ion Storm, e buona parte del resto del team presentò la lettera di dimissioni.
3D Realms decise allora di ingaggiare Paul Schuytema, che introdusse l'idea di ambientare il gioco sull'enorme nave-madre aliena, oltre al concetto dei portali, elemento portante del gioco insieme alla grande interattività con l'ambiente circostante. Tra il 1997 e il 1998 furono pubblicati diversi video, che mostravano l'avanzato stato di sviluppo del motore grafico; venne anche annunciato che la band tedesca KMFDM si sarebbe occupata della colonna sonora. Nonostante questo vennero alla luce insormontabili problemi tecnici riguardanti i portali, come testimoniato da William Scarboro, programmatore del motore grafico, e il 13 ottobre del 1998 sia Paul Schuytema che Scarboro abbandonarono il team.
Nel novembre 1998 fu ingaggiata Corrinne Yu; le intenzioni di 3D Realms erano di farle scrivere un nuovo, moderno motore grafico da utilizzare in Prey e possibilmente in altri progetti, ma la programmatrice venne licenziata dopo poco più di un anno di lavoro. Da quel momento il progetto venne temporaneamente sospeso in attesa di sviluppi.
Nel 2001 3D Realms affidò il progetto alla Human Head Studios e acquistò in licenza il motore grafico di Doom 3; il 26 aprile del 2005 Prey venne ufficialmente annunciato da un comunicato stampa.

## Colonna sonora
La colonna sonora, composta da circa tre ore di musiche, è stata composta da Jeremy Soule e dal fratello Julian. È stata pubblicata, non in forma completa, in due volumi. La canzone dei titoli di coda è Take me home del gruppo After midnight project. Inoltre, nel livello iniziale, è presente un jukebox dove è possibile selezionare e ascoltare alcune canzoni:
- Free Ride dei The Edgar Winter Group;
- Barracuda degli Heart;
- You've Got Another Thing Comin' dei Judas Priest;
- Cat Scratch Fever di Ted Nugent;
- If We Could Be dei Railer;
- Deaf Girlfriend di Scotch Greens;
- Settle Up dei Seven Mary Three;
- Machine Sex dei Sheep on Drugs;
- Anthem for Tonight degli Halifax;
- Human Resources dei The Countdown;
- Forever Dead dei SOiL;
- 10001110101 dei Clutch;
- The Setting Sun degli MxPx (scritta appositamente per il gioco[12]).

Inoltre, mentre è in atto l'invasione aliena, si può ascoltare (Don't Fear) The Reaper dei Blue Öyster Cult.